# 舟本絵理歌
舟本 絵理歌（ふなもと えりか、12月26日 -）は、日本の漫画家。広島県出身。血液型AB型。初期ペンネームは舟本 鉄彦。 

## 来歴
2016年、『僕たちのお墓計画』で第62回ゲッサン新人賞佳作受賞。
同年、『ミサキ』で第78回小学館新人コミック大賞佳作受賞。
2018年、サンデーうぇぶり一週間全力バトルへの応募作『殺し屋Sのゆらぎ』を以て、ペンネームを改名した。 
2020年、『殺し屋Sのゆらぎ』2巻発売にあわせ、森薫がおすすめイラストを寄せた。
同年、『殺し屋Sのゆらぎ』で「次にくるマンガ大賞2020」にノミネートされた。
2022年、『週刊少年サンデー』にて『双影双書』を連載開始。2023年、同作を『サンデーうぇぶり』に移籍させた。

## 作品リスト
★は連載作品。 
- 万の星を（不詳）[10]
- 幸せの魔法（2016年4月2日）[11]
- 僕たちのお墓計画（2016年4月6日）[3]
- ミサキ - 小学館新人コミック大賞2016年6月[4]
- うちゅうのカギ（『ゲッサンmini』2017年春号）[12]
- アキラ君はなりたい（『ゲッサンmini』2017年夏号）[13]
- ★『殺し屋Sのゆらぎ』小学館〈ゲッサン少年サンデーコミックス〉全4巻（『ゲッサン』2019年1月号[14] - 2021年4月号[15]）[2]
  1. 2019年6月12日発売[16]、ISBN 978-4-09-129277-3
  2. 2020年2月12日発売[7]、ISBN 978-4-09-129716-7
  3. 2020年11月12日発売[17]、ISBN 978-4-09-850322-3
  4. 2021年5月12日発売[18]、ISBN 978-4-09-850565-4
- 王子のドレスを仕立てる魔女の話（『週刊少年サンデーS』2020年12月1日号）[19]
- 龍の双童（『サンデーうぇぶり』2022年4月8日）[20]
- contact（『サンデーうぇぶり』2022年6月8日）[21]
- ★『双影双書』小学館〈少年サンデーコミックス〉全4巻（『週刊少年サンデー』2022年45号[22] - 2023年14号、『サンデーうぇぶり』2022年10月5日 - 2024年8月28日）[23]
  1. 2023年1月18日発売[24][25]、ISBN 978-4-09-851528-8
  2. 2023年6月16日発売[26]、ISBN 978-4-09-852031-2
  3. 2023年12月18日発売[27]、ISBN 978-4-09-853051-9
  4. 2024年10月18日発売[28]、ISBN 978-4-09-853639-9
- ぜんぶ無理な日の夜に（『週刊少年サンデーS』2025年2月1日号[29]） - 「サンデーバトル8」参加作品[29]。
- ローリンローリン縦巻きロール（『週刊少年サンデーS』2025年7月1日号[30]）
- 蓬莱先生の天才的除霊法（『週刊少年サンデーS』2025年8月1日号[31]） - 「サンデーバトル8」参加作品[31]。